# Tuyệt chủng về chức năng

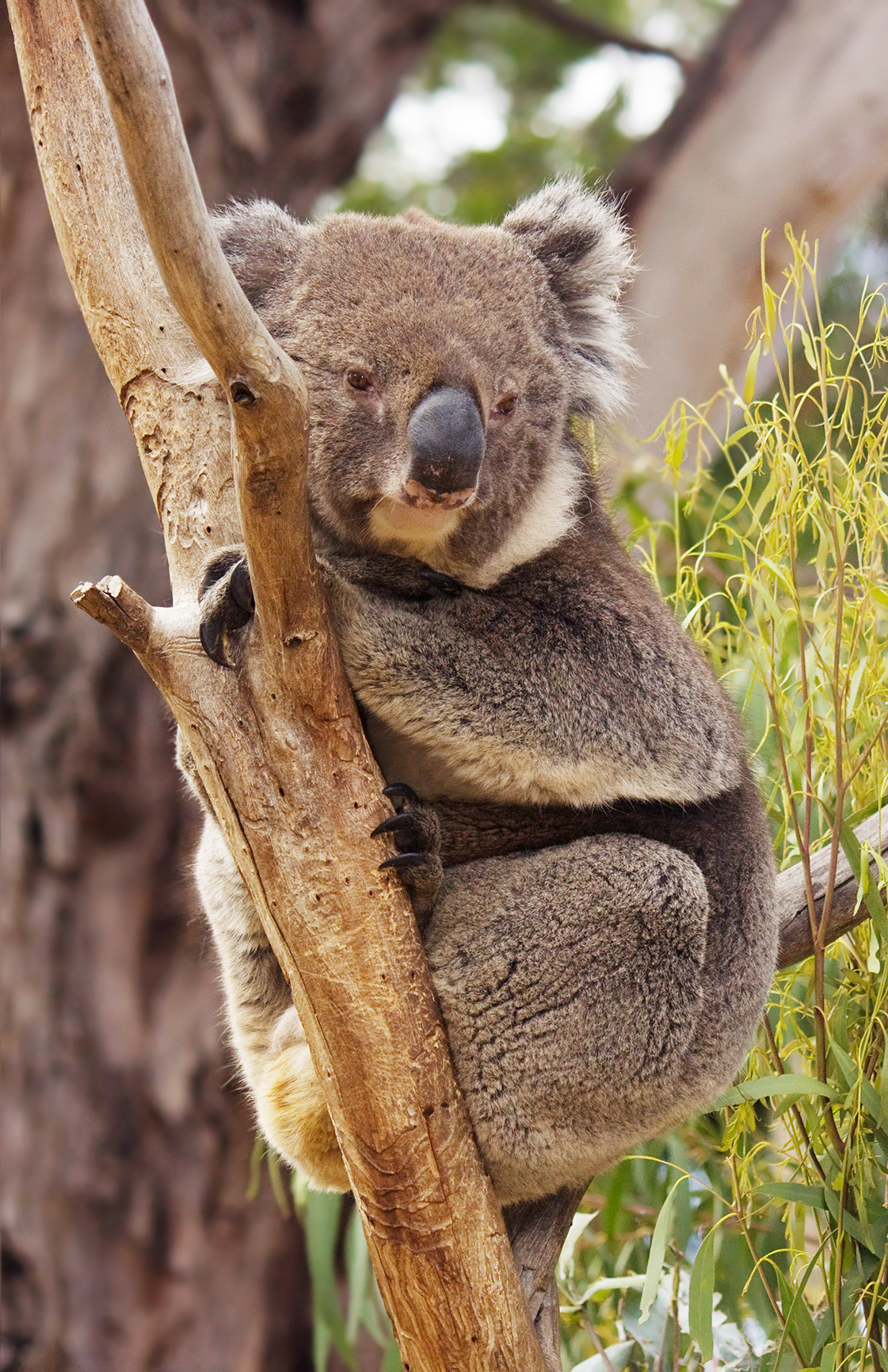
Loài gấu túi Kaola, biểu tượng của nước Úc đang được xem là tuyệt chủng về chức năng

Tuyệt chủng về chức năng (Functional extinction) là thuật ngữ dùng để chỉ về sự tuyệt chủng của một loài theo đơn vị phân loại, thuật ngữ này được dùng trong một số trường hợp khác nhau như thuật ngữ này mang nghĩa ám chỉ việc số lượng một loài đã giảm đến mức không còn vài trò gì ảnh hưởng đến hệ sinh thái được nữa, và được dùng khi số lượng của một loài giảm đến mức không thể duy trì được nữa, thuật ngữ này còn được dùng khi loài vật chỉ còn một cộng đồng quá nhỏ nên dù vẫn có thể sinh sản, nhưng khả năng ngày càng thấp và dẫn đến tình trạng khó tồn tại trong tương lai. Tuyệt chủng về mặt chức năng cũng có nghĩa là giống loài này đang mất dần khả năng sinh sản do quá ít cá thể. Tuyệt chủng chức năng của một loài hay một nhóm loài sẽ rơi vào một trong ba trường hợp sau:
- Không còn lại hồ sơ hóa thạch nào, không còn bằng chứng nào về việc chúng tồn tại[2].
- Số lượng cá thể giảm sút của chúng đến mức mà chúng không còn đóng vai trò quan trọng trong hệ sinh thái[3][4][5].
- Số lượng cá thể loài quá ít, không đủ để sinh sản do không có cá thể nào có thể sinh sản, hoặc một quần thể nhỏ các cá thể lai tạo sẽ không thể tự duy trì do thoái hóa giống và trôi dạt di truyền[6].

Nếu số lượng cá thể một loài rơi xuống một ngưỡng nhất định, lượng sinh vật còn lại là không đủ để tiếp tục duy trì nòi giống. Trong một số trường hợp, việc giao phối cận huyết sẽ càng làm giống loài thêm bất ổn, ảnh hưởng xấu tới những thế hệ sinh vật tương lai. Khi kích thước quần thể quá nhỏ, hiện tượng phối giống cận huyết sẽ ngày càng phổ biến, để lại dị tật, sức khỏe yếu nhược, khả năng sinh sản thấp ở thế hệ sau. Điều này đặc biệt phổ biến đối với những quần thể sống gần các khu đô thị là nơi mạng sống của chúng liên tục bị đe dọa.

## Các loài

### Ghi nhận
- Cá heo sông Dương Tử[7][8][9][10][11]
- Tê giác trắng phương bắc[12][13][14]
- Gõ kiến mỏ ngà[15][16][17][18]
- Chuột chù đảo Christmas (Crocidura trichura)[19][20][21]
- Rùa mai mềm Thượng Hải[22][23][24][25][26]
- Hổ Hoa Nam[27][28][29][30]
- Tê giác Borneo[31]
- Cá voi trơn Bắc Đại Tây Dương[32]

### Báo cáo
Gấu Koala là một trong những sinh vật nổi tiếng đất Úc, đã được tuyên bố tuyệt chủng về mặt chức năng, các chuyên gia tới từ Quỹ tài trợ Koala Châu Úc (AKF) thông báo số lượng cá thể koala trên toàn lãnh thổ Úc chỉ còn 80.000 con, nhưng con số đó đã không còn ảnh hưởng được tới hệ sinh thái, nguyên nhân do việc phá rừng, khí hậu thay đổi và ấm hơn trước nhiều, hạn hán khiến lượng thức ăn ngày một khan hiếm. Thời điểm hiện tại, 80% môi trường sống tự nhiên của gấu Koala đã biến mất. Theo AKF, loài koala đang bị đe dọa bởi chó dữ cắn và phương tiện giao thông (Kaola là nạn nhân của những vụ đụng xe dọc đường), hai nhân tố vừa nêu hạ sát tới 4.000 con koala mỗi năm, số lượng cá thể koala đang giảm với tốc độ chóng mặt
Số lượng koala tại Queensland và New South Wales giảm 80% tính từ 1995 tới 2009, lý do chủ yếu là biến đổi khí hậu gây ra hạn hán, một nghiên cứu khác ước tính số lượng koala toàn nước Úc giảm mạnh, trung bình khoảng 24% trong 3 thế hệ gần nhất, và sẽ tiếp tục giảm sút trong ba thế hệ tiếp theo, do hành vi của con người là tác nhân chính khiến lượng koala sụt giảm. Theo The Conversation đưa tin, mối đe dọa chính tới sự tồn vong của koala là mất môi trường sống tự nhiên những cánh rừng khuynh diệp đang tàn lụi do ô nhiễm, bởi nạn phá rừng, do người dân cần đất canh tác, xây dựng các khu đô thị và biến đổi khí hậu
Dingo là một loài chó hoang tại Úc trước kia đã từng rơi vào tình trạng này. Từng là một trong những loài săn mồi giỏi nhất châu Úc, số lượng chó hoang Dingo đã bị giảm đến mức thảm hại đến mức dù có điên cuồng săn bắt đến mức nào cũng không thể gây ảnh hưởng đến số lượng con mồi của chúng được, rồi tiếp đến là loài hàu san hô tại Queensland đã bị mất đến 99% môi trường sống, và ngoài tự nhiên không còn đủ số lượng để sinh sản nữa nên chúng được xếp vào dạng tuyệt chủng chức năng. Ngày nay, sự tồn tại của hóa thạch sống là loài Tuatara đang bị đe dọa hơn nữa bởi sự nóng lên toàn cầu. Giới tính của Tuatara được xác định bằng nhiệt độ mà trứng tiếp xúc, nhiệt độ ấm hơn có nghĩa là nhiều con đực nở hơn và một khi Trái đất nóng lên, nhiều cá thể đực nở ra sẽ làm sai lệch tỉ lệ giới tính, nên nếu các quần thể có con đực thống trị quá mức sẽ tuyệt chủng về mặt chức năng.